# Huyền sử thiên đô
Huyền sử thiên đô là một bộ phim truyền hình được thực hiện bởi Công ty cổ phần Sao Thế Giới cùng Hãng Phim truyện 1 do NSƯT Tất Bình và NSND Phạm Thanh Phong làm đạo diễn. Phim phát sóng vào lúc 21h00 thứ 5, 6 hàng tuần bắt đầu từ ngày 21 tháng 4 năm 2011 và kết thúc vào ngày 9 tháng 9 năm 2011 trên kênh VTV3.
Bộ phim gồm 2 phần phát sóng liên tiếp với tổng số tập là 42.

## Nội dung
Huyền sử thiên đô tập trung khắc họa hình tượng nhân vật Lý Công Uẩn, qua đó miêu tả lại quá trình hình thành ý tưởng dời đô từ Hoa Lư về Đại La đến trở thành hiện thực. Bắt đầu từ khi Lý Công Uẩn thực hiện chiếu chỉ của vua Lê Đại Hành, dẫn quân trấn dẹp sự nổi dậy của các thân vương ở các châu phía Tây Bắc. Qua cuộc dẹp loạn đó, Lý Công Uẩn nhận ra sự thật: kinh đô Hoa Lư không đủ điều kiện, tầm vóc để mở mang sự nghiệp, phát triển đất nước. Dù gặp phải nhiều mưu mô, thủ đoạn từ những kẻ bảo thủ, tư lợi, Lý Công Uẩn đã từng bước tạo dựng được niềm tin trong triều đình, ngoài xã hội, được chọn thay thế nhà Tiền Lê, từ đó cùng quần thần của vương triều mới, khai dựng kinh đô Thăng Long trường tồn tới ngàn đời sau...

## Diễn viên
- Công Dũng trong vai Lý Công Uẩn[9]
- BB Minh Thúy trong vai Giáng Bình[9]
- Duy Thanh trong vai Lê Đại Hành[9]
- Giáng My trong vai Phụng Càn Hoàng hậu[9]
- NSƯT Hà Xuyên trong vai Minh Đạo Hoàng hậu[9]
- Bá Anh trong vai Lê Long Việt[9]
- Trung Dũng trong vai Lê Long Đĩnh[9]
- Thu Quỳnh trong vai Công chúa Cúc Phương[9]
- NSND Trần Nhượng trong vai Lê Thoán[9]
- Trí Tuệ trong vai Lê Long Thâu
- NSƯT Trần Tường trong vai Thiền sư Vạn Hạnh
- NSND Trọng Khôi trong vai Lê Thái Như
- Viết Liên trong vai Đinh Đỗ Hoàn
- Mạnh Trường trong vai Hà Cang

Cùng một số diễn viên khác...

## Ca khúc trong phim
Bài hát trong phim là ca khúc "Huyền sử thiên đô" do Hà Phương – Phạm Thanh Phong sáng tác và Tùng Dương – Hương Giang thể hiện.

## Sản xuất
Là dự án sản xuất trong dịp Đại lễ 1000 năm Thăng Long – Hà Nội, kinh phí của bộ phim được tiết lộ với con số trên 1 tỷ đồng cho mỗi tập và hơn 60 tỷ đồng cho 42 tập tổng. Kịch bản phim do biên kịch Nguyễn Mạnh Tuấn chấp bút, với độ dài gần 4000 trang viết trong vòng 20 tháng dù chỉ với tư liệu chính sử khoảng mười trang giấy, trong đó có hơn 60 nhân vật chính, phụ có tên và hàng trăm nhân vật không đặt tên.
Các vai chính của phim là Lý Công Uẩn và Giáng Bình được giao lần lượt cho hai diễn viên Công Dũng và BB Minh Thúy. Quá trình quay phim chính đã diễn ra trong suốt chín tháng từ tháng 5 năm 2010, với bối cảnh chủ yếu tại phim trường Cổ Loa. Ban đầu, Huyền sử thiên đô dự định sẽ dài khoảng 72 tập, nhưng sau khi phát sóng được 42 tập đầu, bộ phim buộc phải tạm dừng do thiếu kinh phí để hoàn thành nốt số tập còn lại.
Một loạt phim ký sự cùng tên dài 52 tập với dàn diễn viên tương tự, hợp tác sản xuất cùng Đài Truyền hình Thành phố Hồ Chí Minh và phát sóng trên kênh HTV7, cũng được coi là phim ký sự đầu tiên về Lý Công Uẩn.

## Tranh cãi
Tại thời điểm phát sóng, dù nhận về phản hồi tích cực từ khán giả lẫn giới chuyên môn và được coi là dấu mốc đánh dấu khả năng làm phim lịch sử của nước nhà, bộ phim vẫn vấp phải nhiều ý kiến trái chiều về sự sai lệch và tính hư cấu sử trong nội dung. Theo đó, các tình tiết xoay quanh nhân vật Công chúa Cúc Phương trong phim bị người dân làng Kim Vân, Hà Nội phản ứng do có nhiều chi tiết khác biệt so với nội dung trên thành hoàng làng. Tác giả kịch bản, ông Nguyễn Mạnh Tuấn, đã phản hồi lại rằng những gì được lưu truyền về nhân vật được xem như một huyền sử, đồng thời nhấn mạnh Huyền sử thiên đô là phim huyền sử. Việc phát sóng bộ phim cũng gây nên tranh cãi khi Đài Truyền hình Việt Nam đột ngột loan báo thông tin dừng phát phim ở tập 20 và thay vào đó là phim Lý Công Uẩn: Đường tới thành Thăng Long, gây nên bức xúc cho người xem. 22 tập của bộ phim sau đó đã nhanh chóng thông báo tiếp sóng trở lại sau khi việc kí kết thương thảo được thông qua.